# JS-1
Josif Staljin 1 ili skraćeno JS-1 (ponekad nazivan i IS-1) je bio sovjetski teški tenk nakon drugog svjetskog rata. Ime je dobio po sovjetskom vođi Josifu Visarionoviču Džugašviliu Staljinu. Gotovo usporedno s JS-1 razvijan je i JS-2.

## Uvod
Više je razloga bilo tijekom II. svjetskog rata da vrh Crvene armije nastavi s intenzivnim razvojem teških tenkova. Jedan je bio uspjeh tenka KV-1, posebno na samom početku nacističke invazije na Sovjetski Savez. Iskustva s KV-1 pokazala su da ideja teškog tenka nije loša, ali je potrebno pronaći što idealniji odnos mase i oklopne zaštite. Zbog toga je prvo napravljen KV-1S, a zatim i KV-85. Iako je proizvedeno samo 130 KV-85, to je bilo dovoljno da vodstvo Crvene armije zaključi kako je to pravi put razvoja. Poseban poticaj razvoju novih sovjetskih teških tenkova dali su i Nijemci razvojem svojih tenkova Panther i Tiger, projektiranih zato da nadvladaju tenkove T-34. Već je i teoretska mogućnost da bi Nijemci mogli imati tenkove kojima bi ugrozili sovjetsku dominaciju bila dovoljna za pokretanje nekoliko programa razvoja novih srednjih i teških tenkova.
Prvi korak bio je razvoj srednjeg tenka KV-13 (Objekt 233). Iako je označen kao srednji tenk, KV-13 je trebao imati bolju oklopnu zaštitu od KV-1 i KV-85 uz manju masu. Ušteda u masi trebala se postići smanjenjem veličine, posebno kupole (manja zapremina), kako bi se dobila masa manja od 32 tone. Osim toga, pri projektiranju i izradi moralo se voditi računa o maksimalnoj uštedi čelika. Razvoj KV-13 dodijeljen je Eksperimentalnoj tvornici tenkova osnovanoj u ožujku 1942. u Čeljabinsku, kojoj je to bio prvi projekt. Vođa razvojnog tima bio je N. V. Tseits (neposredno prije pušten je iz gulaga), a uz njega su bili i K. I. Kuzmin (razvoj tijela), N. M. Sinev (kupole), S. V. Mitševič (podvozja) i G. N. Moskvin (integracija podsustava). Kako bi se ubrzala i pojeftinila proizvodnja, gotovo cijeli tenk je trebalo raditi lijevanjem. Zbog toga su daleko najteži posao imali Sinev i Kuzmin. Sinev je, uz sve to, još imao i problem kako u malu kupolu smjestiti top ZIS-5 kalibra 76,2 mm i koaksijalnu strojnicu DT TMG kalibra 7,62 mm. Nakon početnih proračuna tim je zaključio da će uz čeonu debljinu kupole od 120 mm i bočnu od 85 mm ukupna masa tenka biti zadovoljavajućih 31,7 tona. Za pogon je odabran dizelski motor V-2K snage 600 ks, što je bilo dovoljno za solidnih 55 km/h. Podvozje je, radi što veće uštede, bilo kombinacija rješenja s KV-1 i T-34. Prvi prototip KV-13 dovršen je za današnje pojmove u nevjerojatno kratkom vremenu, već u svibnju 1942. Tijekom prvih testiranja otkriveni su neki nedostaci. Najveći je bio već uobičajeni problem s transmisijom, posebno tijekom naglih ubrzanja ili vožnje uzbrdo. Problem nije bio toliko u lošoj konstrukciji transmisije koliko u slabim materijalima od kojih su je izrađivali. Drugi su problemi bili česti lomovi oslonih kotača i trganje gusjenice, što nije bilo čudno jer su ih preuzeli s lakšeg T-34. Kako bi otklonili probleme, u prvi KV-13 su ugradili transmisiju i podvozje s KV-1S. S tenka T-50 preuzet je U-sustav hlađenja motora. Nakon tih promjena ponovljena testiranja KV-13 prošla su znatno uspješnije, dovoljno da se za njega zainteresira Crvena armija, unatoč tome što je trebao biti tek eksperimentalni tenk. Velik udarac cijelom projektu bio je nenadana smrt glavnog projektanta Tseitsa u lipnju 1942. Zanimljivo je da na njegovo mjesto nije postavljen inženjer iz tima već je doveden novi čovjek - N. F. Šamšurin. Iako je Crvena armija na kraju zaključila kako KV-13 ipak ne zadovoljava da bi ga se uvelo u naoružanje, dopušten je rad na daljnjem razvoju. Tako su u prosincu 1942. u Eksperimentalnoj tvornici tenkova dovršene dvije nove inačice. Novi su tenkovi s prvim dijelili samo tijelo i dio podvozja. Kupola i velika većina drugih sustava bili su potpuno novi. Najviše se očekivalo od nove transmisije koju je projektirao A. I. Blagonravov. Unaprijeđen je i sustav hlađenja, a postavljene su i nove, lakše gusjenice tzv. gusjenice Čeljabinski.
Iako se od unaprijeđenog KV-13 nije očekivalo ništa više nego da se još jednom ispitaju nova rješenja, pojava prvih Tigera na sovjetskim bojištima bila je odlučujuća da Šamšurin i njegova ekipa dobiju nalog u što kraćem vremenu razviti serijski model. Dekretom 2943 od 24. veljače 1943. zapovjeđeno je da tvornice Kirov i Tvornica 100 (novo ime za Eksperimentalnu tvornicu tenkova) moraju u što kraćem vremenu na osnovu KV-13 proizvesti dva eksperimentalna tenka Josip Staljin (JS) kako bi ih se moglo testirati.

## Razvoj
U tenku JS-1 (Objekt 233) zadržan je top kalibra 76,2 mm, dok je JS-2 (Objekt 234) dobio top-haubicu U-11 kalibra 122 mm (izvorno razvijena za tenk KV-9). Oba su tenka testirana u razdoblju od 22. ožujka do 19. travnja 1949. i uglavnom su zadovoljila. Ono što je državna komisija posebno istaknula bila je činjenica da su oba tenka težila manje nego KV-1S, postizala veću brzinu. U slučaju oba tenka prednost je bila i bolja razina zaštite nego kod KV-1, a u slučaju JS-2 i veća paljbena moć. Naravno, tijekom testiranja ponovno su se javili stari problemi s podvozjem i transmisijom. Javio se i problem zaokretanja tijekom vožnje po mekanom terenu te smicanje gusjenica zbog ulaska zemlje i drugog materijala u njih. Komisija je kao rješenje predložila povećanje broja oslonih kotača. Istodobno je dana dozvola za početak priprema za serijsku proizvodnju u tvornicama Korov (u Čeljabinskom), Tvornici 100 i Tvornici 200 te u Tvornici teških strojeva Ural. Već na početku priprema došlo je do zastoja. Naime, u travnju 1943. sovjetska je vojska prvi put dobila točne podatke o razini oklopne zaštite njemačkog Tigera (jedan zarobljeni primjerak testiran je na poligonu Kubinka), pa je odmah donesena odluka da se svi novi tenkovi opreme moćnijim topovskim naoružanjem. Nakon opsežnih testiranja otkriveno je da je protiv Tigera jedino učinkovito oružje protuzračni top 52-K model 1939. Taj je top mogao na udaljenosti od 1000 metara probiti čeoni oklop Tigera debljine 100 mm. Po Dekretu 3289 od 5. svibnja 1943. svi su projektanti i proizvođači tenkova morali razviti nove inačice svojih proizvoda s novim topom. Ovaj je dekret obuhvatio i tenk KV-1 te oba JS koja su još uvijek bila u razvoju. Da bi se to uopće moglo ostvariti prvo je trebalo top 52-K prilagoditi ugradnji u tenkovske kupole. Tog su se posla, između ostalih, prihvatili Središnji projektni topnički biro (pod vodstvom V. G. Grabina) i projektni biro Tvornice 9 (pod vodstvom F. F. Petrova). Već sredinom lipnja oba su biroa isporučila po dva prilagođena topa (S-31 i D-5T). Grabin se odlučio na kombinaciju cijevi topa od 85 mm i osnove preuzete s tenkovskog topa ZiS-5 kalibra 76,2 mm, nadajući se da će tako smanjiti cijenu razvoja i pojednostavniti ugradnju topa. D-5T bio je tek neznatno modificiran top D-5S, razvijen za samovozni top SU-85. Prednosti D-5T bile su mala masa i silina trzaja tijekom opaljenja. Od samog početka testiranja postalo je jasno da bez obzira na odabir, oba topa dodatno smanjuju i tako skučeni prostor u kupoli. Jedino pravo rješenje bilo je projektiranje nove, veće kupole povećane zapremine. To je neminovno dovelo i do produženja tijela za 420 mm. Kako projektiranje i izrada novih kalupa za lijevanje traži dosta vremena, došlo je do odgađanja početka serijske proizvodnje. Posao izrade te kupole dodijeljen je Tvornici 200.
Kako bi se kompenziralo produživanje tijela, dodan je još jedan osloni kotač. Sve su te izmjene dovele do povećanja mase na čak 44 tone, što je bitno smanjilo pokretljivost tenka, ali se to smatralo prihvatljivom cijenom povećanja paljbene moći. JS opremljen topom kalibra 85 mm dobio je tvorničku oznaku Objekt 237. Početkom srpnja 1943. za testiranje su bila spremna dva tenka, jedan s topom S-31, drugi s D5-T. U isto vrijeme za testiranje su bila spremna i dva tenka KV-1S, tako da je testiranje sva četiri tenka obavljeno istodobno. Na temelju tih testiranja odlučeno je da će u serijsku uporabu ući tenkovi opremljeni topom D5-T. Tada su im oznake promijenjene u KV-84 i JS-85.
Po jedan KV-84 i JS-85 dopremljeni su 31. srpnja 1943. na poligon Kubinka radi detaljnijih testiranja. Tenkove je na poligon pratilo čak dvadeset i osam inženjera predvođenih glavnim inženjerom Tvornice 100 N. M. Sineevim. Testiranja su započela 2. kolovoza pod izravnim nadzorom tadašnjeg šefa nabave Crvene armije general bojnika S. A. Afonina. Što zbog zadovoljavajućih rezultata, a što zbog urgentne potrebe da se proizvede tenk koji bi se nosio s njemačkim Tigerom, oba su tenka odobrena za serijsku proizvodnju. Već 8. kolovoza 1943. KV-84 i JS-85, kao dio povorke eksperimentalnih oklopnih vozila, dospjeli su u Kremlj gdje su pokazani najužem sovjetskom vodstvu predvođenom osobno Staljinom. Zbog potrebe sigurnosti sve su posade zamijenjene časnicima NKVD-a.

## Operativna uporaba
Odredbom 4043 od 4. rujna 1943. JS-85 je uveden u operativnu uporabu. Zanimljivo je da je odluka o uvođenju u operativnu uporabu donesena prije početka serijske proizvodnje. Istom je odredbom zapovijeđen razvoj JS tenka naoružanog topom kalibra 122 mm i samovozne haubice kalibra 152 mm.
Prvi serijski JS-85 (JS-1) isporučen je u listopadu 1943., a prvi JS-122 (JS-2) u prosincu iste godine. Zanimljivo je da je do kraja 1943. nastavljena i proizvodnja KV-85. Iako je bilo jasno da je JS-2 daleko bolji tenk od JS-1, zbog birokratske sporosti proizvodnja JS-1 je nastavljena sve do siječnja 1944. Zna se da je tvornica Korov do tada isporučila najmanje 40 JS-85 ili JS-1 tenkova te da ih je ukupno napravljeno 107. Nakon toga napokon su došle sve odluke, pa je nastavljena proizvodnja isključivo JS-122 ili JS-2.
Istog mjeseca i službeno su promijenjene oznake, pa je JS-85 postao JS-1, a JS-122 - JS-2.
Unatoč svim prednostima u odnosu na JS-1, Crvena armija nije bila u potpunosti zadovoljna s JS-2. Zamjerali su mu malu brzinu paljbe i ograničen borbeni komplet od samo 28 granata kalibra 122 mm. Za usporedbu, JS-1 je nosio 59 granata kalibra 85 mm, a KV-1S čak 114 granata 76,2 mm. Osim toga, prva iskustva iz borbe pokazala su da učinkovitost topa D-5T i nije tolika kolika je bila na testiranjima. Naime, s kumulativnom granatom BR-471 JS-2 je mogao probijati čeoni oklop njemačkih teških tenkova Panther na udaljenostima od tek 600 do 700 metara. Tenkove Tiger I, koji su unatoč većoj masi imali tanji čeoni oklop od Panthera, JS-2 je s BR-471 granatom mogao uništavati na prihvatljivoj udaljenosti od 1200 metara. S druge strane, zbog primitivnih ciljničkih uređaja toga vremena, pogađanje tenka na udaljenostima većim od 1000 metara bila je moguća samo ako su i cilj i napadač stajali. Pogađanje ciljeva iz pokreta bilo isključivo rezultat puke sreće. Tajna veće otpornosti Panthera u odnosu na Tigera I bila je i u konstrukciji kupole. Za razliku od vertikalnih stranica Tigera I, Pantherove su bile zakošene, pa je granata pri udaru od njih imala povećanu tendenciju rikošetiranja. Tu će pojavu sovjetski tenkovski stručnjaci itekako dobro uočiti, pa će je masovno rabiti na svim poslijeratnim sovjetskim tenkovima.
Kako ništa nije tako dobro da ne može biti bolje, početkom 1944. pokrenut je projekt poboljšanja oklopne zaštite JS-1/2 pokušajem uporabe čelika povećane čvrstoće. Međutim, ono što se često u teoriji čini dobrim, u praksi se pokaže problematičnim. U ovom slučaju najvećim se problemom nije pokazala postupak izrade takvog čelika, već njegova završna obrada jer su se alati, koji su se rabili za mekaniji čelik, pokazali neuporabljivim pri obradi čvršćeg. Kako bi opremanje tvornica potpuno novim alatom bilo preskupo, cijeli je projekt odgođen. Da to baš i nije bila najbolja odluka pokazalo je testiranje obavljeno u ožujku 1944. kad je jedan JS-2 gađan s 500 do 600 metara iz topa ZiS-3 kalibra 76,2 mm. Iako relativno malog kalibra, top je izbušio JS-2 "kao švicarski sir", čak i s čeone strane. One granate koji nisu uspjele probiti oklop izazvale su teška oštećenja s odlamanjem krhotina oklopa s unutarnje strane čija je ubojitost bila ista kao i gelera granata. Ovo je testiranje objasnilo velike gubitke JS-85 i JS-122 na početku operativne uporabe tijekom zime i proljeća 1944.

### Oprema
Ako usporedimo tehničke podatke između ovog tenka i njegovog prethodnika naći ćemo veliki broj sličnih podataka. KV-85 i JS-1 imaju identični top od 85 mm, motor tipa V-2 i identične gusjenice. Nekakve minimalne razlike se mogu naći u visini i težini tenka. JS-1 iako ima puno deblji oklop je malo lakši od svog prethodnika. To se postiglo neznatnim snižavanjem visine i smanjenjem količine municije koju on prevozi u svom malenom skladištu.
Ukratko i KV-85 i IS-1 nisu ništa drugo nego međugeneracijski tenkovi između serija KV i JS. Prvi pravi tenk ove nove generacije postaje IS-2 .

### Napomena
Općenito se danas smatra da su tenkovi imena JS bili sovjetski odgovor na njemački  Tigar, ali ta činjenica stoji daleko od istine. Po tadašnjem razmišljanju u Moskvi Njemačka je jednostavno proizvodila premalo tenkova  Tigar da bi pobijedila ogroman broj T-34. 
Zabrinutost koja dovodi do pojave projekta JS nastupa tek pojavom masovne njemačke proizvodnje tenkova tipa Panter